# Слим Боргуд
Слим Боргуд (на английски: Karl Edward Tommy Borgudd) е шведски автомобилен състезател, пилот от Формула 1.